# Gordon Fowler
Harold Gordon Fowler (* 4. Januar 1899 in Donington; † 30. Juni 1975 in Aldershot) war ein britischer Segler.

## Erfolge
Gordon Fowler nahm zweimal an Olympischen Spielen teil. Bei den Olympischen Spielen 1924 in Paris gewann er in der 8-Meter-Klasse als Crewmitglied der britischen Yacht Emily sogleich die Silbermedaille. Die Emily erreichte als eines von drei Booten das Finale der in Le Havre stattfindenden Regatta und erzielte dort wie das von Louis Charles Breguet angeführte französische Boot Namousse fünf Punkte hinter den Olympiasiegern aus Norwegen auf der Béra, die beide Finalläufe gewannen. Im Stechen um die Silbermedaille setzten sich die Briten schließlich gegen die Namousse durch, womit Fowler und Skipper Ernest Roney ebenso wie die übrigen Crewmitglieder Edwin Jacob, Thomas Riggs und Walter Riggs den zweiten Platz belegten. Parallel trat Fowler auch im Monotyp 1924 an und wurde in dieser Regatta Siebter. Vier Jahre darauf belegte er in Amsterdam in der 12-Fuß-Jolle den achten Platz.